# オスカー・オルセン
オスカー・オルセン（Oskar Olsen、1897年10月7日 - 1956年12月28日）は、ノルウェー、オスロ出身のスピードスケート選手で、後にはノルウェースケート連盟の会長を務めた。
1924年シャモニーオリンピックの500mで銀メダルを獲得、1500mで6位となった。
4年後のサンモリッツオリンピックにも出場、500mで9位となった。
1928年現役引退後、1931年と1949年から1952年の2度ノルウェースケート連盟の会長を務めた。

## 自己ベスト
- 500m – 44秒0 (1925年)
- 1500m – 2分27秒0 (1924年)
- 5000m – 8分54秒9 (1924年)
- 10000m – 18分12秒7 (1924年)